# Кастнер, Рудольф
Рудольф Кастнер (англ. Rudolf Kastner; 1906, Коложвар, Австро-Венгрия — 15 марта 1957, Тель-Авив) — деятель сионистского движения, юрист и политик, журналист. Известен также как Режё Кастнер (Rezső Kasztner) и Исраэль Кастнер (Israel (Yisrael) Kastner). Один из руководителей венгерского Комитета помощи и спасения (Va’adat Ha-Ezrah ve-ha-Hatzalah be-Budapesht). Вёл переговоры с нацистами о выкупе евреев.

## Биография

### Ранние годы
Родился в 1906 году в Колошваре (ныне Клуж-Напока, Румыния). Получил юридическое образование. Руководил молодёжным сионистским движением в Трансильвании.

### Деятельность в период Второй мировой войны
В 1943—1945 годах участвовал в деятельности Венгерской сионистской организации. В период с 27 мая по 1 июня Кастнер и его подруга Хэнси Бранд были арестованы венгерскими нацистами-нилашистами.
Летом 1944 года вёл переговоры с функционером СС Адольфом Эйхманом по поводу разрешения выезда евреев с оккупированных территорий в нейтральные страны в обмен на поставку 10 000 грузовиков с продуктами для немецкой армии («Кровь за товары»).
Соглашение не было достигнуто, однако Кастнер добился выезда 1686 венгерских евреев, в том числе 273 детей, в Швейцарию на «поезде Кастнера», заплатив крупную денежную сумму. За организацию выезда отвечал офицер СС Курт Бехер, доверенное лицо Гиммлера. Первоначально договорённость предусматривала передачу 1 тыс. долл. за человека. Бехер настоял на том, чтобы было дополнительно зарезервировано 50 мест для членов семей по 25 тыс. долл. за место. Он также добился увеличения платы за человека до 2 тыс. долл. Общая сумма выкупа оценивалась в 8,6 млн швейцарских франков, хотя сам Бехер говорил о трёх млн. 30 июня 1944 года поезд вышел из Будапешта и достиг Швейцарии. Родственные и дружеские связи Кастнера с рядом пассажиров (включая 10 его близких родственников) впоследствии вызвали негативную реакцию и критику его переговоров с Бехером.
Вместе с тем, в конце апреля 1944 года Кастнер получил доклад двух сбежавших из Аушвица заключённых, Альфреда Ветцлера и Рудольфа Врбы (Vrba-Wetzler report). Доклад с информацией о приготовлениях к массовому убийству венгерских евреев был послан в надежде, что Кастнер и лидеры еврейского сообщества предупредят о планируемом уничтожении евреев. Однако Кастнер не разгласил содержание доклада.
В начале 1945 года Кастнер посетил Германию вместе с Куртом Бехером. После поражения Германии Бехер предстал перед судом по обвинению в совершении военных преступлений. Благодаря показаниям Кастнера, выступившего в его защиту, Бехер был оправдан. Как пишет Ханна Арендт, впоследствии Бехер стал преуспевающим бизнесменом, одним из богатейших людей Германии. Бехер умер в 1995 году.

### Деятельность в послевоенный период

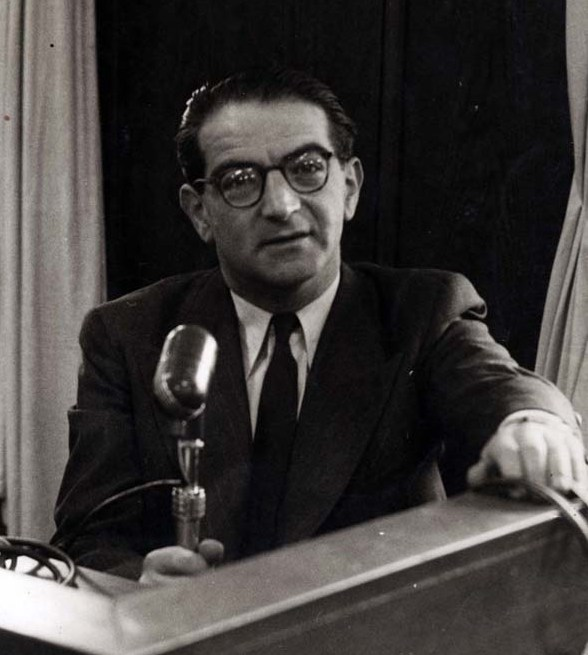
Рудольф Кастнер ведёт на израильском радио передачу на венгерском языке

После войны Кастнер занимался политической деятельностью в Израиле, был деятелем партии Мапай. Занимал пост главы департамента общественных связей в израильском Министерстве промышленности и торговли.
В 1953 году журналист Малхиэль Грюнвальд, венгерский еврей, переживший Холокост, в самиздатовской брошюре обвинил Кастнера в сотрудничестве с нацистами. Кастнер обвинялся в том, что в обмен на выезд группы евреев он взялся обеспечить отказ евреев от сопротивления, скрывая известную ему информацию о намерении нацистов уничтожить сотни тысяч венгерских евреев. Представители партии Мапай подали иск, обвинив Грюнвальда в клевете. Интересы Грюнвальда представлял Шмуэль Тамир, близкий к оппозиционной партии Херут.
В результате судебного процесса, который длился 18 месяцев, судья пришел к выводу, что в ходе переговоров с Эйхманом, отказавшись спасти большинство людей ради спасения меньшинства, а также свидетельствуя после войны в защиту Курта Бехера, Кастнер «продал свою душу дьяволу». Именно благодаря тому, что Кастнер встал на защиту Бехера, американцы решили не предъявлять ему обвинение в Нюрнберге. Кроме того, Кастнер свидетельствовал под присягой в защиту Ханса Юттнера (1894—1965), Дитера Вислицени и Германа Крумея.
22 июня 1955 года судья Биньямин Халеви признал Грюнвальда невиновным. В приговоре суда подчеркивалось, что немцам удалось депортировать венгерских евреев именно благодаря их руководителям (то есть прежде всего Кастнеру). Согласно судебному вердикту, Кастнер, который не предупредил сообщество об отправке людей в газовые камеры и, таким образом, не подготовил почву для их освобождения, фактически оказал Эйхману поддержку, а «поезд Кастнера» стал щедрой наградой за преступное сотрудничество. Том Сегев называл это судебное решение «одним из наиболее жестоких в истории Израиля, пожалуй, самым жестоким». В январе 1958 года Верховный суд Израиля отменил большую часть приговора, постановив, что «нижестоящий суд допустил серьёзную ошибку», однако к этому моменту Кастнер уже был убит.
На следующий день состоялось внеочередное заседание правительства, на котором было принято решение обжаловать приговор в Верховном суде. Скандал, связанный с делом Кастнера, привёл к правительственному кризису, премьер-министр Моше Шарет подал в отставку. На следующих выборах Херут использовала дело Кастнера, критикуя деятельность правительства; она получила вдвое больше мандатов, став второй партией в парламенте. 17 января 1958 года Верховным судом Израиля Грюнвальд был признан виновным в клевете (три голоса против двух).
3 марта 1957 года Кастнер был тяжело ранен группой молодых людей, один из которых, Зеев Экштейн, принадлежал организации Лехи. Кастнер умер в больнице спустя несколько дней. По одной из версий, убийство было совершено из мести. По другой — Кастнер был убит израильскими спецслужбами.
В 1960 году на суде в Израиле Эйхман заявил, что Кастнер предложил ему удержать евреев от сопротивления в обмен на беспрепятственный выезд нескольких тысяч евреев: «он согласился помочь уговорить евреев, чтоб они не сопротивлялись депортации и даже сохраняли порядок в пересыльных лагерях, если я разрешу нескольким сотням или тысячам молодых евреев легально эмигрировать в Палестину».

## Оценки
Оценка деятельности Кастнера остаётся предметом дискуссий по настоящее время. Согласно одной точке зрения, Кастнер являлся коллаборационистом и предателем, скрывшим информацию о готовящемся уничтожении сотен тысяч венгерских евреев. Защитники Кастнера утверждают, что он был незначительной фигурой и его предупреждение не привлекло бы внимания.
Адольф Эйхман в отношении Кастнера дал следующие показания: «Они пришли к соглашению, что он, Эйхман, разрешит „нелегальную“ депортацию нескольких тысяч евреев в Палестину (поезда с ними шли под охраной немецкой полиции) в обмен на „спокойствие и порядок“ в лагерях, откуда уже сотни тысяч были отправлены в Освенцим. Несколько тысяч спасённых этим соглашением видных евреев и членов молодёжных сионистских организаций были, по словам Эйхмана, „лучшим биологическим материалом“. Доктор Кастнер, как это понимал Эйхман, пожертвовал собратьями ради „идеи“, и это был благородный поступок».
Критики также утверждали, что среди спасённых Кастнером были преимущественно состоятельные граждане, политики-сионисты, а также его личные друзья и знакомые. По словам защитников Кастнера, в любом случае эти люди были им спасены от смерти.
Дело Кастнера в дальнейшем использовалось заинтересованными сторонами с целью критики сионизма. В частности, утверждалось, что деятели сионизма не стремились спасать советских евреев, евреев-коммунистов и простых граждан.
Память об Исраэле Кастнере сохраняется в израильском мемориальном центре Яд-Вашем. 

## Семья
- Внучка — Мерав Михаэли — депутат Кнессета.